# Necromancer
A necromancer (továbbiakban nekromanta) egy karaktertípus a Diablo II nevű rpg-akciójátékban.
A Diablo II-ben hétféle karakterrel játszhatunk, ezek közül a nekromanta már az alapjátékban is szerepelt a barbár, paladin, varázslónő és az amazon mellett (a Lord of Destruction névvel fémjelzett kiegészítőben jelent meg a druida és a bérgyilkos).
A nekromanta varázsló. Fejleszthető ugyan harcosnak, de ez esetben nehéz játékmenetre számíthatunk.
Fő ereje a lények idézésében illetve átkok szórásában van. Közvetlen harcba csont-, és méregvarázslatok segítségével vihető.

## Háttér
Nekromanták Rathma papjai, sokan mégis a gonosz követőinek tartják, így megvetik, kiközösítik őket, furcsa és ijesztő hatalmuk miatt. A halottak feltámasztása és irányítása valóban nem mindennapi tudomány a varázshasználók körében. Ez már bőven elég ahhoz, hogy tudásukat a sötét oldal erőinek tulajdonítsák, hiszen amit az emberek nem ismernek vagy nem értenek, attól félnek, és amitől félnek, az gonosz. Rathma követői azonban egyáltalán nem gonoszak, igaz, különösebben jónak sem mondhatók: ők inkább az egyensúly hívei. A Jó és Gonosz, a Fény és Sötét, a Rend és Káosz közti egyensúly az, melyet mindenkinél jobban ismernek. Ez az ismeret a legigazabb tudattal ruházza fel őket, így a világi kísértések felett állnak. Sőt, mivel tudják, milyen is valójában a Halál, nem félnek tőle, és nem is próbáljak mindenáron késleltetni eljövetelét. Teljes mértékben értik és elfogadják helyüket - ahogy ők mondják - az Élet Nagy Körforgásában.

## Kezdőértékek

Magas szintű nekromanta karakter adatlapja

Erő: 15, Ügyesség: 25, Életerő: 15, Energia: 25
Élet: 45, Kitartás: 79, Mana: 25
Szintenként:
+ 1,5 élet; + 1 kitartás; + 2 mana
Stat pontonként:
+ 1 életerő pont = 2 élet
+ 1 életerő pont = 1 kitartás
+ 1 energia pont = 2 mana
Egy átlagosan fejlesztett nekró stat pontjainál lehet talán a legtöbbet spórolni az egész játékban. Higyen a summoner kevés manát fogyaszt, ügyességre egyáltalán nincs szüksége, mivel közvetlenül nem harcol. Erőből annyira van szüksége, aminek a segítségével a felszerelési tárgyait elbírja.

## Képzettségei
Idéző képzettségek; A különböző megidézett lények a nekromanta karjának meghosszabbításai (és erejének felturbózása). Enélkül is van sikeres fejlesztés, azonban ez talán a legsikeresebb az összes közül. Csontvázak, mágusok, gólemek, valamint a legyilkolt lények eredeti formájukban (csak kicsit feltuningolva) állnak rendelkezésünkre. Viszonylag kevés a skillpontigény, a fennmaradóval azt kezdünk, amit akarunk (hibrid nekró).
Méreg-, és csontvarázslatok; Ha nem akarunk idézgetni, akkor használhatunk sebző varázslatokat is, melyek a mi esetünkben méreg-, illetve mágikus sebzést fog jelenteni. Erős szinergizáló kapocs van ezek között a skillek között, ezért egy "bonernek", vagy "poisonernek" nincs felesleges skillpontja. Viszont a játékba belépve nem kell a csapat beszerzésével bajlódni, hanem ki a faluból, és jöhet a harc.
Átkok; Az nekromanta átkai talán az egész Diablo2 legérdekesebb motívuma. Mind a monszeterek tulajdonságainak csökkentése (rokkantás, ellenállások csökkentése, vakítás), mind pedig a kísérőink feltuningolása (vasszűz, életerő elszívás) lehetővé van téve az átkok segítségével. Átkok nélkül a nekró nem igazán nekró. Persze a különböző fejlesztéseknek eltérő az igénye, például a boner alig van rájuk utalva, míg a summonerek annál inkább.

## Felszerelési tárgyai
A nekromanta legfontosabb eszköze a pálcája (wand). Emellett zsugorított fejet tarthat a másik kezében, aminek egy kevés blokkoló hatása lehet a támadásokkal szemben, viszont valódi feladata, akárcsak a pálcának, a képzettségek feltornászása minél magasabb szintre. A nekró nem visel súlyos páncélokat, és sisakokat, lévén, hogy nem kerül kapcsolatba a szörnyekkel, kivéve a mérgezett tőrt használó fejlesztés.

## Csapatban
Sokak úgy tartják, hogy a nekromanta csapatban zavaró. Ez például akkor nyilvánulhat meg, amikor egy magas szintre eljutott idéző körül 30-40 követő szaladgál, így nehéz átlátni egy szituációt. Továbbá a Poison Nova nevű képzettség hajlamos "lagosítani" a játékot. Ennek ellenére az átkok nagymesterei nagyon sokat segíthetnek a velük egy oldalon harcolóknak. Különböző átkaikkal megkönnyíthetik az ellenség lemészárlását vagy éppen a társak menekülését, életük szinten tartását. Mivel a holttesteket is képesek felrobbantani, meggátolhatják az ellenséges halottidézőket seregeik feltámasztásában. Duelben is igen hatékony lehet egy arra specializálódott nekromanta, lényei segítségével könnyen eltűnhet egy figyelmetlenebb ellenfél elől és a legváratlanabb helyekről támadhat rá, vagy lőheti meg Bone Spirittel. A falak segítségével taktikázhat is, lezárva az egy-egy irányból feléje vezető utat Csontfallal. Csontbörtönbe zárhatja az ellenséget. Összességében a Nekromanta a többiek ellen és mellettük is igen hatékony.

## Külső hivatkozások
- Magyar Diablo Páholy
- Hivatalos weboldal Archiválva 2015. július 21-i dátummal a Wayback Machine-ben
- The Arreat Summit